# San Juan (Chiriquí)
San Juan è un comune (corregimiento) della Repubblica di Panama situato nel distretto di San Lorenzo, provincia di Chiriquí. Si estende su una superficie di 106,1 km² e conta una popolazione di 1.637 abitanti (censimento 2010).